# Christophoruskirche (Berlin-Siemensstadt)

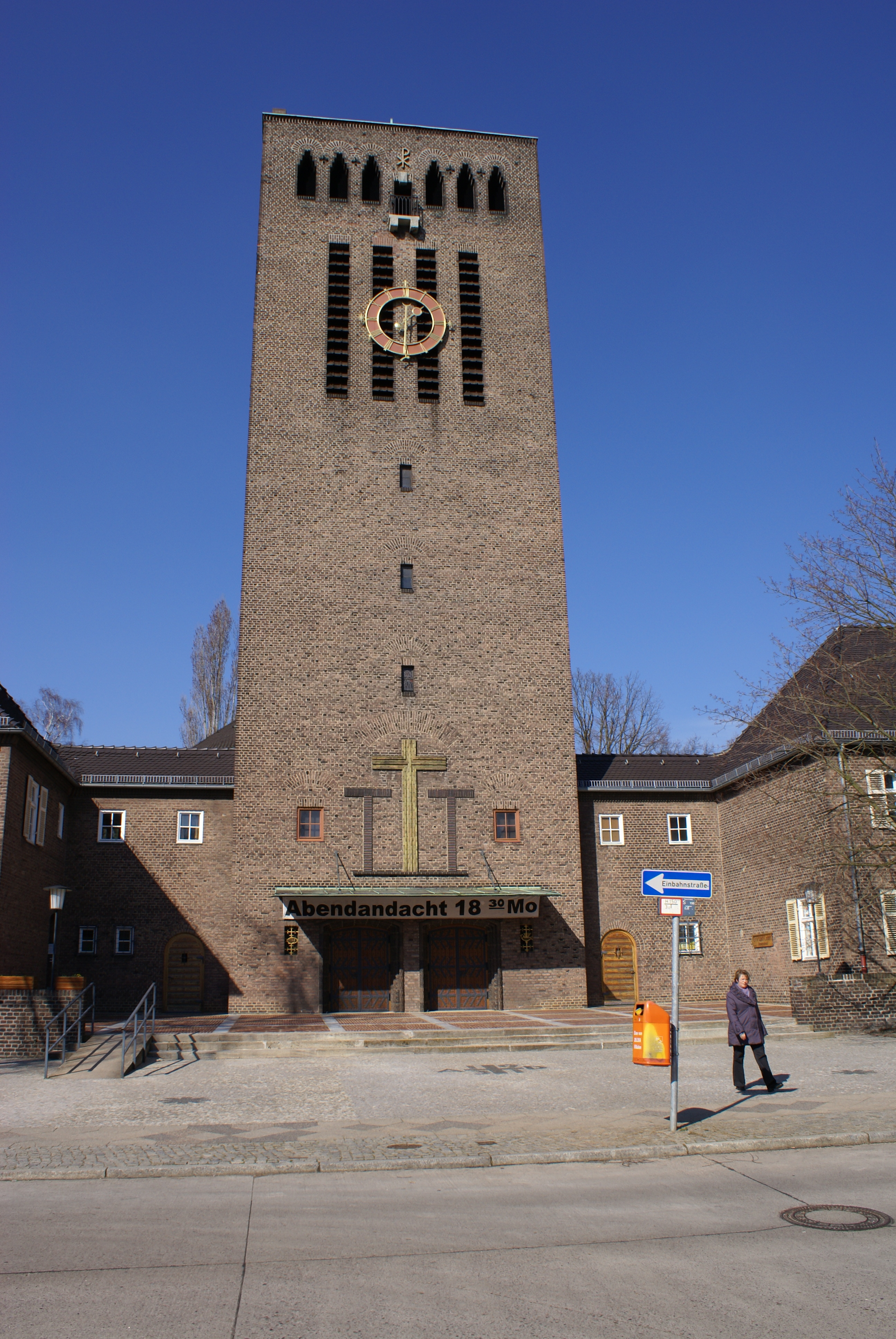
Christophoruskirche

Die evangelische Christophoruskirche, ursprünglich Evangelische Kirche Siemensstadt, liegt am Schuckertdamm 336–340 im Berliner Ortsteil Siemensstadt des Bezirks Spandau. Sie wurde von Hans Christoph Hertlein im Architekturstil der Neuen Sachlichkeit entworfen und steht unter Denkmalschutz.

## Geschichte
Das von Siemens seit 1897 in der Kolonie am Nonnendamm geschaffene und seit 1914 Siemensstadt genannte Viertel war neben produktionstechnischen Anlagen mit allen für ein Gemeinwesen erforderlichen infrastrukturellen Einrichtungen ausgestattet. Kirchliche Einrichtungen bestanden zunächst nicht. Die evangelischen Christen wurden von einem Hilfsprediger der Pfarrei der St. Nikolai aus Spandau betreut. Evangelischer Gottesdienst und Konfirmationsunterricht fanden ab 1906 in Schulräumen statt, 1907 richtete die Gemeinde einen „Betsaal“ in einer Wohnung ein, der sich als zu eng erwies. Das preußische „Ansiedelungsgesetz“ schrieb die Bereitstellung der Kirchen für die beiden großen christlichen Konfessionen vor.
Die Firma Siemens erwarb 1908 – entsprechend ihrer 1904 eingegangenen Verpflichtung – eine kleine hölzerne Kapelle, die von den Architekten Johannes Vollmer und Heinrich Jassoy für rund 20.000 Mark für die evangelische Epiphaniengemeinde in Charlottenburg als Interimskirche gebaut wurde. Die Kapelle wurde am Rohrdamm Ecke Jugendweg wieder aufgebaut und am 6. September 1908 für die nun etwa 580 Gemeindeglieder zur provisorischen Kirche bestimmt. Das kleine Gotteshaus konnte auf Dauer die seelsorgerischen Ansprüche der wachsenden Gemeinde nicht erfüllen. 1928 wurde an der nordwestlichen Peripherie der geplanten Siedlung Heimat, am Schuckertdamm gegenüber der Einmündung des Lenther Steiges, der Bauplatz für eine große, repräsentative Kirche festgelegt. Die Firma Siemens stellte das für den Bau der Kirche nebst Pfarr- und Gemeindehaus ausgesparte Grundstück der evangelischen Gemeinde unentgeltlich zur Verfügung und trug als Bauherr die mit 660.000 Mark (kaufkraftbereinigt in heutiger Währung: rund 3,19 Millionen Euro) veranschlagten Kosten für die Gebäude. Am 21. Juli 1929 erfolgte die Grundsteinlegung der neuen Kirche. Die Kirchweihe des neuen Gotteshauses für die nun rund 9000 Gemeindeglieder fand am 9. Dezember 1931 im Beisein von Carl Friedrich von Siemens statt. Nach Fertigstellung der Kirche wurde die Kapelle abgerissen, als Wichernkapelle (heute: Wichernkirche) in der Waldsiedlung Hakenfelde wieder aufgebaut und am 23. Oktober 1932 eingeweiht.
Zur Zeit des Nationalsozialismus gehörte der Siemensstädter Pfarrer Heinrich Kroppenstedt – Pfarrer in Siemensstadt von 1912 bis 1954 – zur Bekennenden Kirche und war enger Vertrauter von Superintendent Martin Albertz. Kroppenstedt wurde 1934 von der Kirchenleitung, die unter dem Einfluss der Deutschen Christen stand, verwarnt. Im Gemeindekirchenrat hatten die Deutschen Christen die Mehrheit und setzten 1934 die Errichtung einer zweiten Pfarrstelle in Siemensstadt durch, die mit Pfarrer Lüders besetzt wurde. Es kam zu ständigen Auseinandersetzungen im Gemeindealltag. Am 25. Juli 1937 wurde Heinrich Kroppenstedt nach dem Gottesdienst von der Gestapo wegen verbotener Ankündigung einer Kollekte für die Bekennende Kirche verhaftet und bis zum 17. August 1937 in Plötzensee inhaftiert. Die Kirchenleitung entzog ihm die Geschäftsführung der Kirchengemeinde, die Kroppenstedt erst am Kriegsende wieder übernahm.

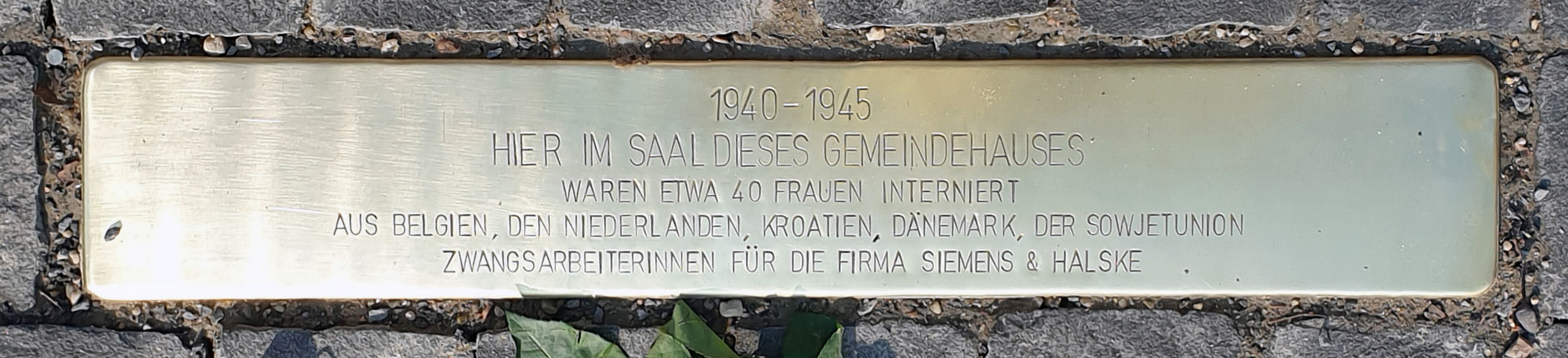
Stolperschwelle für die Zwangsarbeiterinnen

Von 1940 bis 1945 befand sich mit Zustimmung des Gemeindekirchenrates im Saal des Gemeindehauses an der Kirche ein „Mädchen-Gemeinschaftslager“. Dort waren 40 und mehr Zwangsarbeiterinnen aus den von der Wehrmacht besetzten Ländern Belgien, den Niederlanden, Kroatien, Dänemark und der Ukraine (damals Teil der Sowjetunion) interniert, die bei der Firma Siemens & Halske zivile Zwangsarbeit leisten mussten. Insgesamt sind in Spandau 31 Orte der Zwangsarbeit bekannt, bei Siemens waren während Zweiten Weltkriegs fast 100.000 Menschen zwangsweise beschäftigt. Die Frauen hatten unterschiedliche Sprache, kulturelle und Speisegewohnheiten. Ihnen standen auf 240 Quadratmetern etwa 20 Doppelstockbetten, eine kleine Küche und eine Waschgelegenheit zur Verfügung, und mit Koffern, Kleidung und persönlichen Gegenständen herrschte in dem Raum drangvolle Enge. Ein Kontakt zu Gemeinde und Nachbarn war ihnen verboten, sie mussten sich ruhig verhalten, um Lärmbeschwerden aus der Nachbarschaft zu vermeiden, und die unmittelbar benachbarte Kirche durften sie nicht einmal zu Weihnachten betreten.
Am 8. März 2025, dem Internationalen Frauentag, wurde auf Initiative einer Arbeitsgruppe der Kirchengemeinde und mit Hilfe von Auszubildenden des SOS-Kinderdorfes Berlin-Gatow sowie der Jugendgeschichtswerkstatt Spandau vor dem Gemeindehaus eine Stolperschwelle zum Gedenken an sie verlegt.

## Name
Die Kirche erhielt zu ihrem 60-jährigen Jubiläum 1991 nach dem legendarischen Heiligen Christophorus den Namen Christophoruskirche, der sich an den Namen des Jugendhauses im Kroppenstedtweg anlehnte. Gleichzeitig wurde das Christophorusfenster des Siemensstädter Künstlers Siegmund Hahn (1926–2009) eingebaut.

## Baubeschreibung, Ausstattung
Der Gebäudekomplex besteht aus Kirchturm, Pfarr- und Gemeindehaus und der hinter dem Turm befindlichen Rotunde, die mit einem glatten Kegeldach überdeckt ist. Seit der Reformation wurde der Rundbau als Idealform für den evangelischen Kirchenbau gesehen.
Als Standort für den Kirchturm wurde die Stelle gegenüber der Einmündung des Lenther Steiges in den Schuckertdamm gewählt. Zu beiden Seiten des Turmes schließen sich die beiden 25 Meter langen zweigeschossigen Seitenflügel des Pfarr- und Gemeindehauses in der Symmetrieachse des Lenther Steiges an. Vor dem von der Straße zurückgesetzten Kirchturm befindet sich ein um drei Stufen erhöhter Platz, niedrige Verbindungsbauten führen zu dem links und rechts um etwa sieben Meter gegenüber dem Turm vorgezogenen Pfarr- und Gemeindehaus.
Der Gebäudetrakt aus Turm und Seitenflügel ist als Mauerwerksbau ausgeführt, der mit handgestrichenen roten Klinkern verblendet ist. Die schmückende Teile bestehen aus Terrakotta. Der ebenfalls mit Klinkern verblendete Baukörper der Rotunde besteht aus Stahlbeton, ebenso die Empore und die Decke.

### Kirchenraum
Der Durchmesser des Kirchenraums beträgt 21 Meter, seine Höhe zehn Meter. Das Kirchengestühl beidseitig eines Mittelganges bietet etwa 450 Menschen Platz, die mehrreihige Empore, die fast den gesamten Kirchenraum umzieht, etwa 260. Alle Plätze sind auf den Altar, ein schlichter Klinkerblock, ausgerichtet. Dieser liegt gegenüber dem Eingang in der Apsis, die in Richtung Norden weist. Sie ist niedriger als der Kirchenraum. Durch ein Fenster im oberen Bereich nach Osten fällt das Licht der aufgehenden Sonne auf den Altar. Dunkle Lisenen aus Klinker gliedern die in zwölf Nischen geteilte Apsiswand. Die Mauerflächen zwischen den Lisenen sind mit geometrischen Ornamenten versehen. Über dem Altar hängt von der Decke ein hölzernes Kruzifix. Ein Gemälde auf der Decke der Apsis von Albert Birkle war seit der Nachkriegszeit überstrichen, bei Restaurierungsarbeiten wurde es wieder freigelegt. Auch die Kanzel links vom Altar ist gemauert, im Unterschied zum Altar allerdings verputzt. Über ihr ist ein hölzerner Schalldeckel mit zwei Engeln angebracht, die einen Lorbeerkranz mit dem Christusmonogramm halten.
Das über zwei Meter hohe Taufbecken von Waldemar Raemisch rechts vom Alter besteht aus einem auf Stützen ruhenden Zylinder aus Messingbronze, dessen Deckel eine Taube als Symbol für den Heiligen Geist trägt.
Der Kirchenraum wird oben von einer hölzernen Decke, die auf einem Kranzgesims ruht, abgeschlossen. Ihre Mitte ziert das Auge Gottes im Strahlenkranz. Die Holzarbeiten von Decke, Brüstung der Empore und Gesims wurden von Joseph Wackerle entworfen, ebenso stammt von ihm das Kruzifix über dem Altar.
Tageslicht erhält der Kirchenraum durch längs-rechteckige Fenster oberhalb und wesentlich kleinere unterhalb der Empore. Zahlreiche der von Puhl & Wagner hergestellten Fenster wurden im Zweiten Weltkrieg zerstört. Sie wurden bei der Reparatur durch einfache ersetzt. Künstliches Licht gewähren bei Bedarf achteckige Hängeleuchten im Stil der Moderne, die im Rund der Decke angebracht sind.

### Galerie

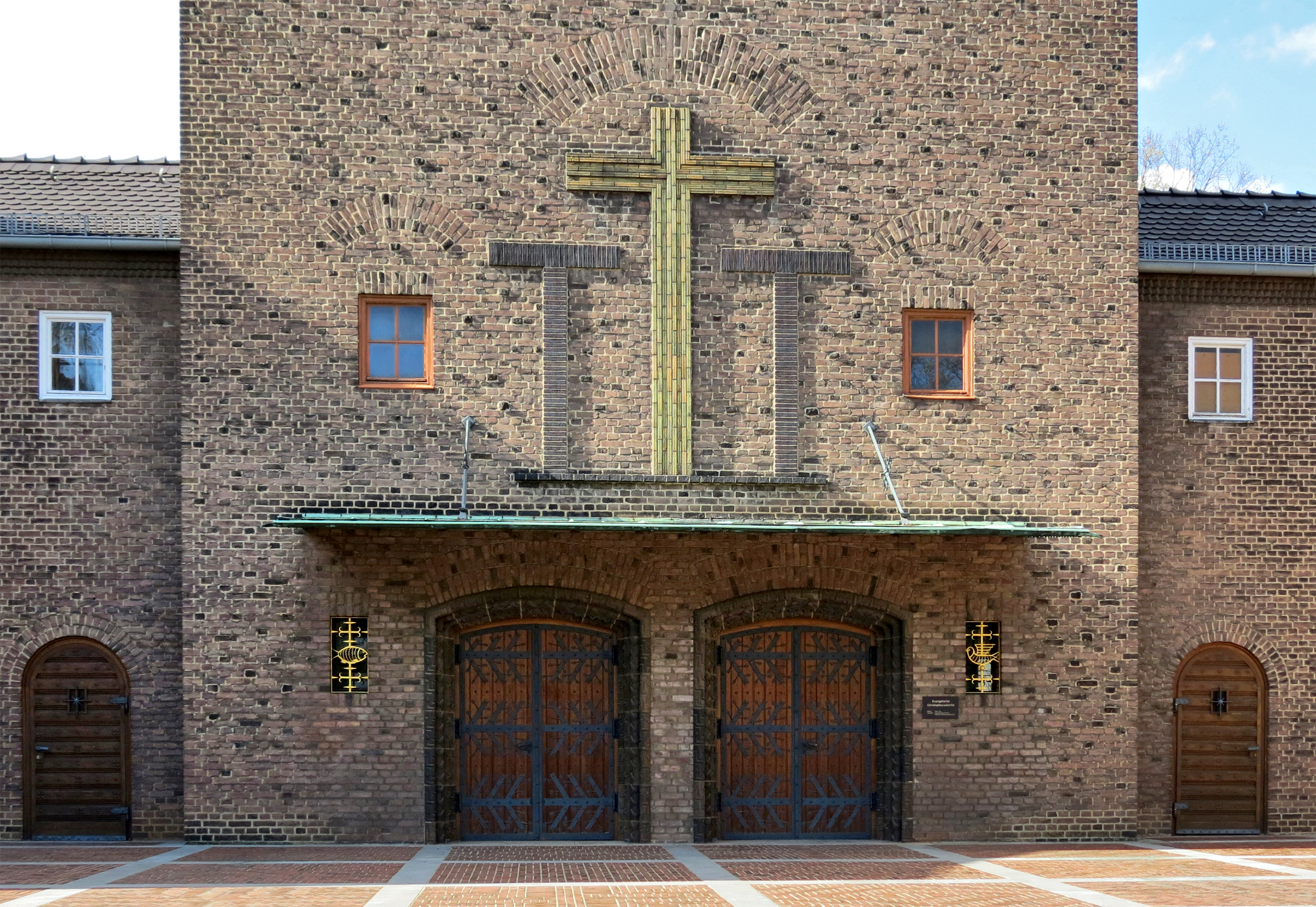
Detail: Westportal
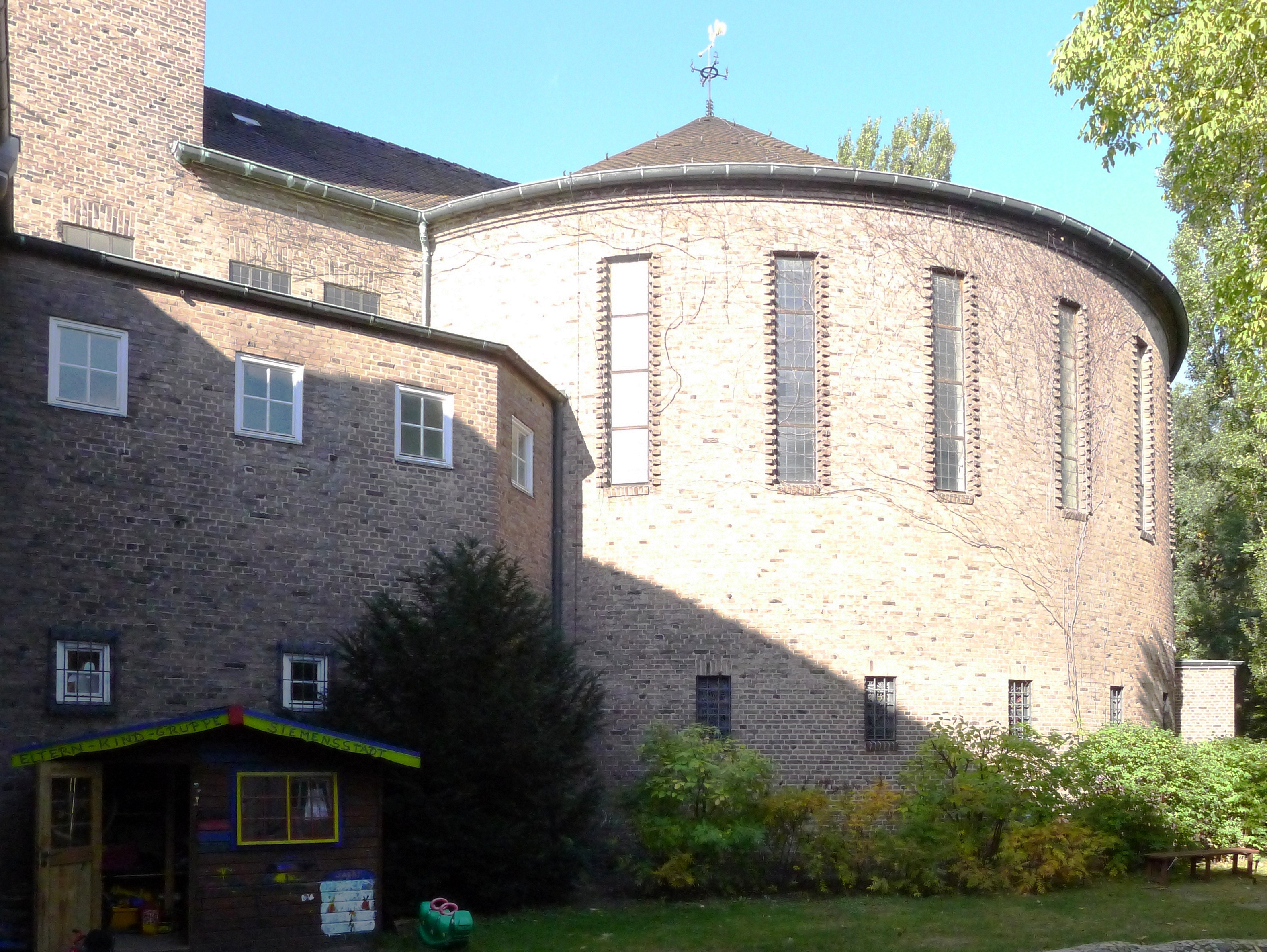
Seitenansicht
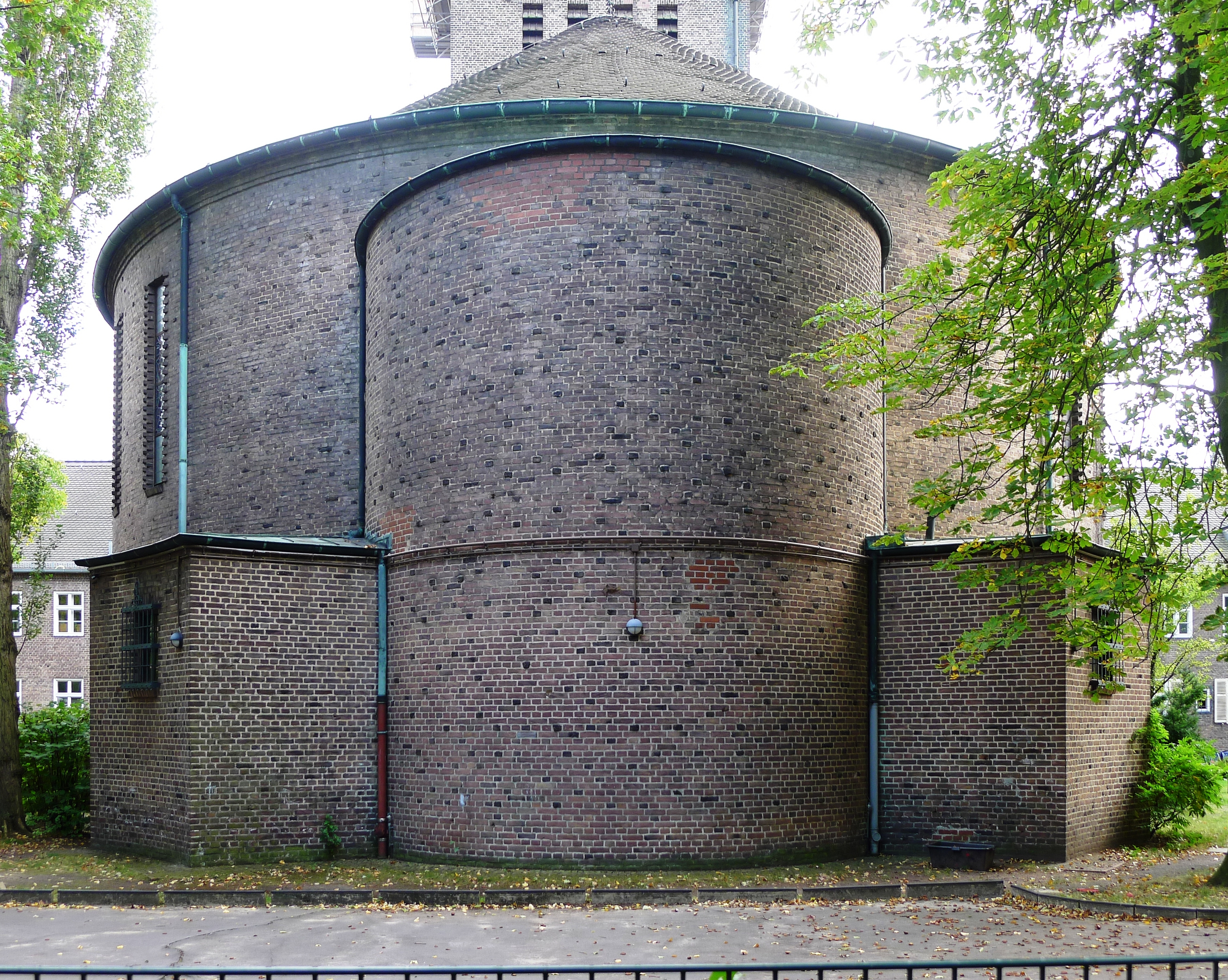
Chorraum und Apsis
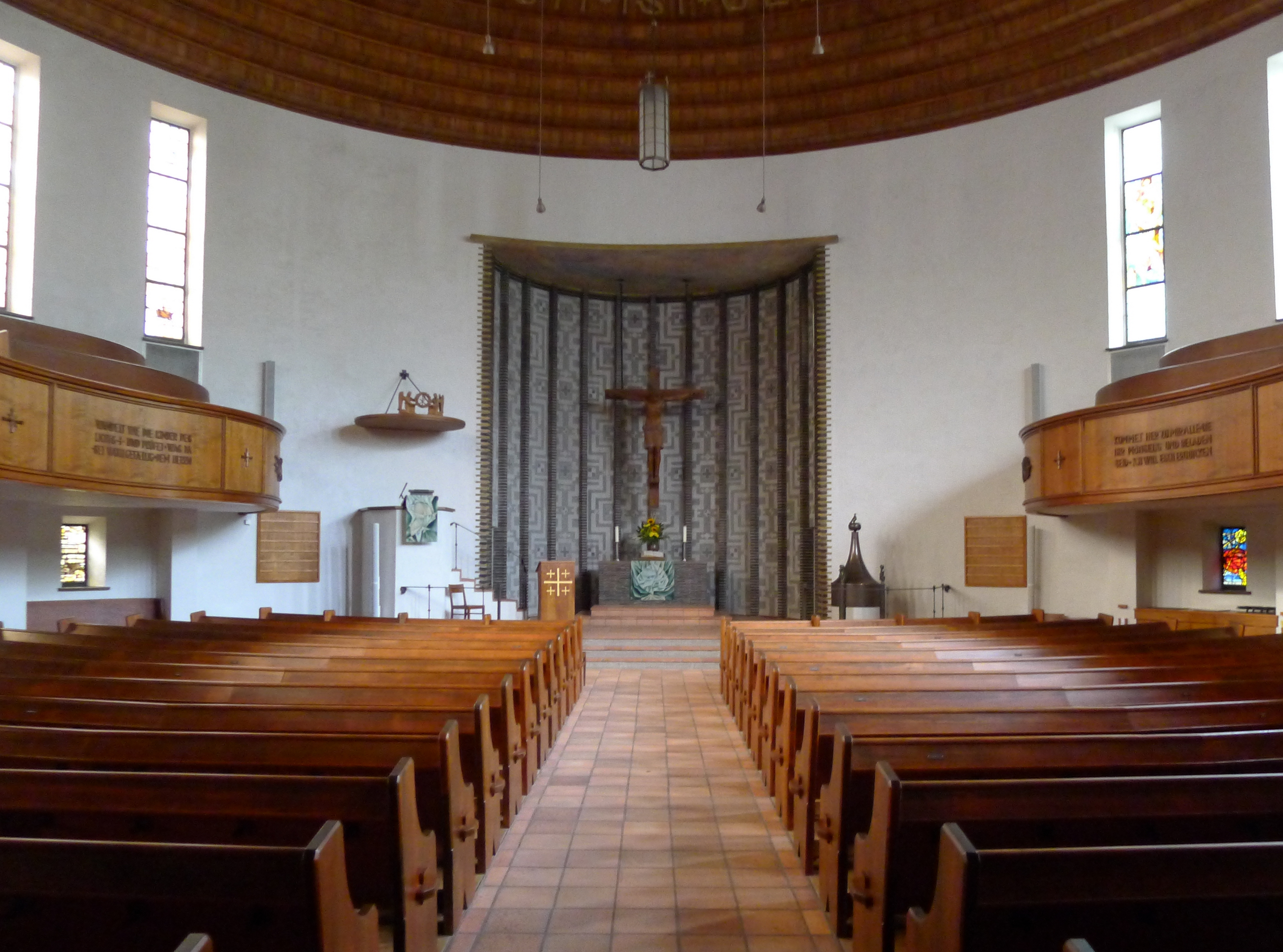
Blick auf den Altarraum
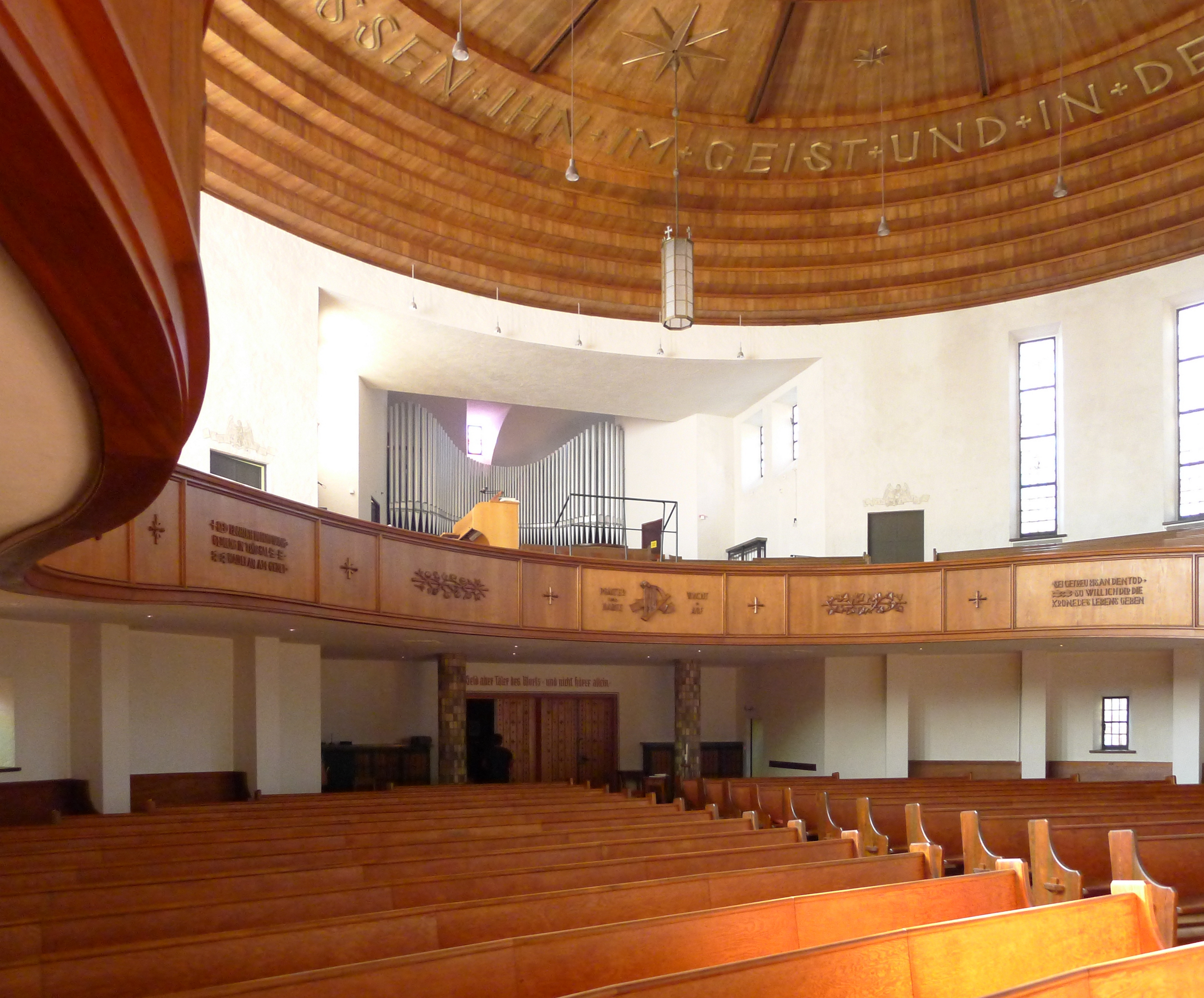
Blick durch den Kirchenraum auf die Orgel

### Orgel
Auf der Empore über dem Eingang befindet sich die Orgel, deren Prospekt in einer halbrunden Wandnische eingefügt ist. Die Manuale befinden sich seitlich davor. Die Orgel wurde 1931 von Eberhard Friedrich Walcker gebaut. Sie wurde vom Westfälischen Orgelbau S. Sauer nach dem Klangbild der spätromantischen Orgelbewegung restauriert und am 25. September 2005 der Gemeinde wieder übergeben. Das Taschenladen-Instrument hat 30 Register sowie drei transmittierte Register auf zwei Manualen und Pedal. Die Trakturen sind elektrisch.
| I Hauptwerk C–a3 |             |       |   |
| 1.               | Prinzipal   | 8′    |   |
| 2.               | Bordun      | 8′    |   |
| 3.               | Dulziana    | 8′    |   |
| 4.               | Oktave      | 4′    |   |
| 5.               | Hohlflöte   | 4′    |   |
| 6.               | Quinte      | 2 ⁄3′ |   |
| 7.               | Oktave      | 2′    |   |
| 8.               | Mixtur IV–V | 2′    | R |
| 9.               | Trompete    | 8′    |   |

| II Schwellwerk C–a3 |               |        |   |
| 12.                 | Gedackt       | 16′    |   |
| 13.                 | Hornprinzipal | 08′    |   |
| 14.                 | Konzertflöte  | 08′    | N |
| 15.                 | Violon        | 08′    |   |
| 16.                 | Rohrflöte     | 08′    |   |
| 17.                 | Aeoline       | 08′    |   |
| 18.                 | Vox celeste   | 08′    |   |
| 19.                 | Prinzipal     | 04′    |   |
| 20.                 | Nachthorn     | 04′    |   |
| 21.                 | Nasat         | 02 ⁄3′ |   |
| 22.                 | Picolo        | 02′    |   |
| 23.                 | Zimbel III-IV | 01′    | R |
| 24.                 | Oboe          | 08′    |   |
| 26.                 | Tremulant     |        |   |

| Pedalwerk C–f1 |                         |     |   |
| 27.            | Untersatz               | 32′ | N |
| 28.            | Kontrabass              | 16′ |   |
| 29.            | Subbass                 | 16′ |   |
| 30.            | Sanftbass (= Nr. 12)    | 16′ |   |
| 31.            | Oktavbass               | 08′ |   |
| 32.            | Gedecktbass             | 08′ |   |
| 33.            | Violon Cello (= Nr. 14) | 08′ |   |
| 34.            | Choralbass              | 04′ |   |
| 35.            | Hintersatz IV           | 04′ |   |
| 36.            | Posaune                 | 16′ |   |
| 37.            | Hornoboe (= Nr. 24)     | 08′ |   |

- Koppeln
  - Normalkoppeln: II/I (Nr. 10)., I/P (Nr. 38), II/P (Nr. 39)
  - Superoktavkoppeln: I/I (Nr. 11), II/II (Nr. 25), II/P (Nr. 40)

1. ↑  Neues Register, in historischer Bauweise
2. ↑  akustisch

Anmerkungen:
N = neues Register (2009)
R = rekonstruiertes Register

### Turm, Glocken
Der 32 Meter hohe querrechteckige Turm ist mit einem Walmdach bedeckt. Ein Portal mit zwei Türen in der Turmfassade führt zu der dahinter liegender Eingangshalle vor dem Kirchenraum. Seitlich des Portals führen Türen in die beiden Verbindungsbauten zu den Seitenflügeln. Über dem Vordach des Eingangsportals befinden sich an der Turmfassade die drei Golgotha-Kreuze, ein Lateinisches Kreuz in vergoldeten Keramikfliesen zwischen zwei kleineren Schächerkreuzen in dunklem Stein. Es folgen drei kleine Fenster übereinander und darüber in der Höhe der Glockenstube vier schmale Schallöffnungen, zwischen den beiden mittleren ist ein Zifferblatt angeordnet. Den Abschluss bildet eine Reihung von sieben schmalen Öffnungen, vor der mittleren befindet sich ein kleiner Balkon.
Im Turm hängen drei Glocken aus Bronze.
| Gussjahr | Gießer              | Gewicht | Durchmesser | 0Höhe0 | Schlagton | Inschrift                                                |
| -------- | ------------------- | ------- | ----------- | ------ | --------- | -------------------------------------------------------- |
| 1956     | Feldmann & Marschel | 1850 kg | 140 cm      | 118 cm | cis'      | SIE SOLLEN DANK DAZU HABEN UND LASSEN STAHN.             |
| 1930     | Franz Schilling     | 0896 kg | 120 cm      | 093 cm | e'        | EIN FESTE BURG IST UNSER GOTT, EIN GUTE WEHR UND WAFFEN. |
| 1956     | Feldmann & Marschel | 0700 kg | 105 cm      | 088 cm | fis'      | LASSET EUCH VERSÖHNEN MIT GOTT, 2. KOR. 5-20             |

Die mittlere und die kleine Glocke dienen zusätzlich als Schlagwerk.